# 慕尼黑室内剧院
慕尼黑室内剧院（德语: Münchner Kammerspiele）是慕尼黑市的一家市立剧院，位于慕尼黑的马克西米利安大街。

## 历史

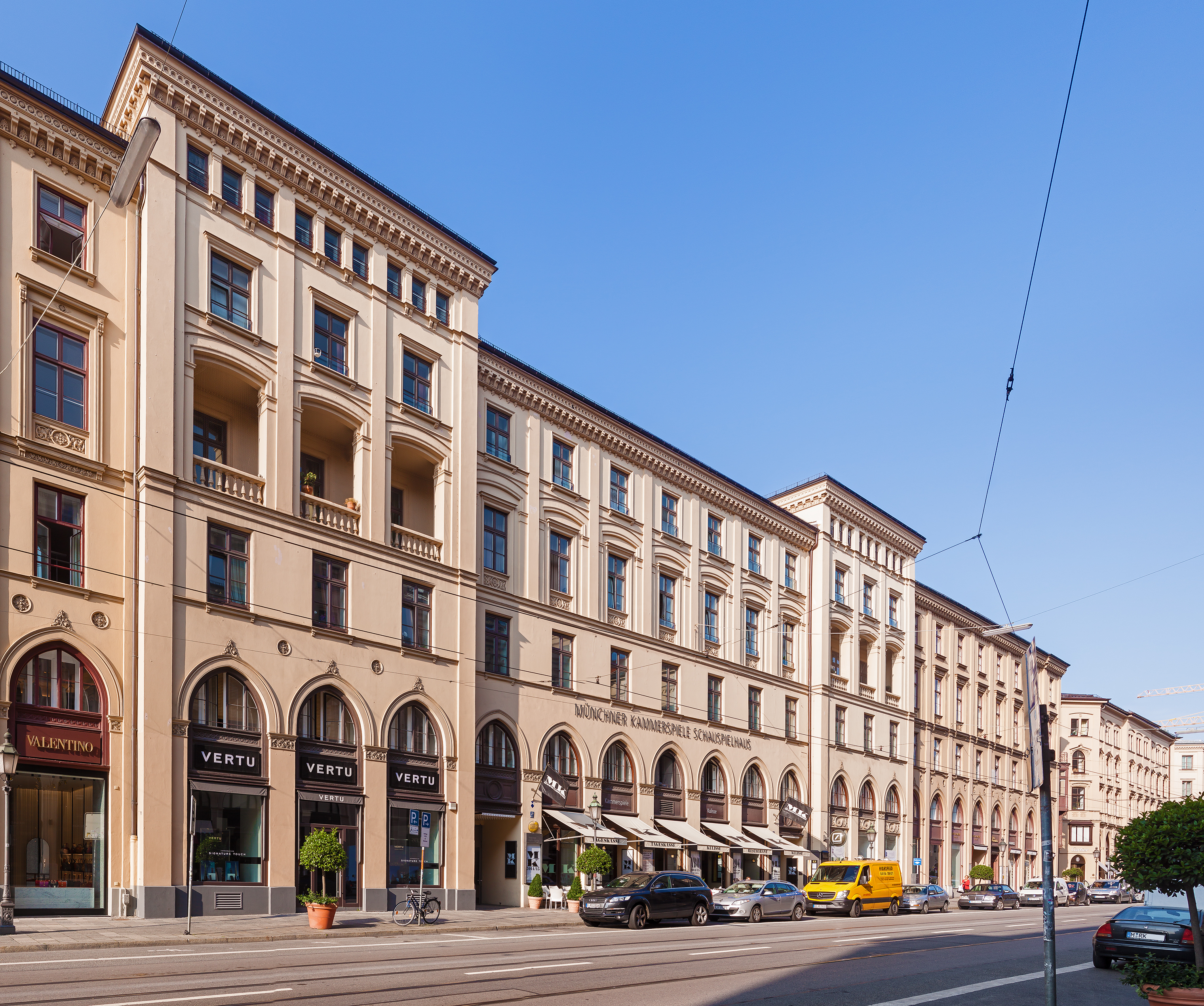

该公司成立于1906年，在施瓦宾区，作为埃里希齐格尔的私人剧团。从1917年开始奥托·法尔肯贝尔格担任艺术总监；1926年，他将剧团搬进新艺术运动风格的 “剧院” （Schauspielhaus），该剧院由雷曼施米特（Richard Riemerschmidt）和马克斯·利特曼建于1901年。自1933年以来，慕尼黑室内剧院一直是慕尼黑市的一家市立剧院。1961年设立第二个舞台工作室剧院（Werkraumtheater）。2001年，公司又在“剧院”的旁边设立大型排练舞台，由古斯塔夫·佩希尔设计。